# Карт, Томас
Томас Карт (англ. Thomas Carte; 1686 недалеко от Регби—2 апреля 1754) — английский историк.
Напечатал в 1738 году «A General Account of the Necessary Materials for a History of England» («Общий перечень нужных источников по истории Англии»; изд. 1738), a с 1744 no 1755 годы издавал сами источники. Много ценных данных в трудах Карта «The history of the life of James duke of Ormond» (История жизни Джеймса Батлера, англ. James Butler, 1st Duke of Ormonde; изд. 1733—1735) и «Catalogue des rôles gascons, normands et français, conservés dans les archives de la tour de Londres» (Лондон и Париж, 1743).